# La Petite Bande
La Petite Bande és una orquestra barroca amb instruments originals, fundada l'any 1972 pel director i intèrpret de viola da gamba Sigiswald Kuijken.
L'orquestra es constituí per un encàrrec puntual, acompanyar Gustav Leonhardt en la gravació de Le Bourgeois Gentilhomme de Jean-Baptiste Lully, pel segell Deutsche Harmonia Mundi; s'escollí aquest nom en homenatge al conjunt de vint-i-un instrumentistes de corda de la cort de Lluís XIV, Petite Bande des Violons du Roi, dirigit pel mateix Lully. L'èxit dels concerts i les gravacions la convertiren en un orquestra estable, amb seu a Lovaina, formada per músics d'arreu al voltant del grup inicial constituït per Leonhardt, Kuijken i els seus germans, Wieland i Barthold. Amb un repertori centrat inicialment en la música francesa, s'amplià a obres de mestres italians, Vivaldi, Pergolesi i Corelli principalment, i altres centreeuropeus com Gluck, Haendel, Bach, Haydn i Mozart; de tots ells n'han fet gravacions molt reconegudes i premiades. Cal destacar el conjunt de divuit CD amb una selecció de les Cantates de Bach, corresponents a un any litúrgic, amb el segell Accent Records, enregistrats entre 2001 i 2014, amb el quartet vocal fent de cor i una mínima participació instrumental.